# Umschlagplatz
Ein Umschlagplatz ist im engeren Sinne ein Ort, der im Personen- oder Güterverkehr der Abfertigung und dem Umschlag von Passagieren oder Frachtgütern dient.

## Allgemeines
Umschlagplätze gibt es damit sowohl im Personen- als auch beim Gütertransport. Die Abfertigung erfolgt in eigens hierfür vorgesehenen Verkehrsbauwerken.
Eine sehr enge Auslegung bezieht den Umschlagplatz lediglich auf den kombinierten Verkehr des Gütertransports, wenn ein Wechsel von Frachtgütern auf andere Transportmittel stattfindet. Im kombinierten Güterverkehr ist es üblich, dass Güter nicht von einem einzigen Transportmittel vom Absender zum Empfänger transportiert werden, sondern mit mehreren. So werden beispielsweise Waren im Vorlauf zunächst mit einem Lastkraftwagen vom Spediteur zum Güterbahnhof transportiert, von wo aus sie im Hauptlauf mit einem Güterzug weiterbefördert werden und im Nachlauf vom Empfängerbahnhof wieder von einer Spedition zum Empfänger gebracht werden. Da auch in der Personenbeförderung an Bahnhöfen oder Flughäfen ein Umsteigen auf andere Transportmittel (unter Umständen des gleichen Verkehrsträgers) stattfindet, kann hierbei ebenfalls von einem Umschlagplatz (Umsteigebahnhof, Stopover) gesprochen werden.
Im weiteren Sinne werden auch Börsen (Wertpapierbörsen, Warenbörsen) zuweilen als Umschlagplätze bezeichnet, weil hier Wertpapiere oder Commodities gehandelt werden.

## Arten
Umschlagplätze sind der Bahnhof, Flughafen, Hafen, Haltestelle und das Depot.

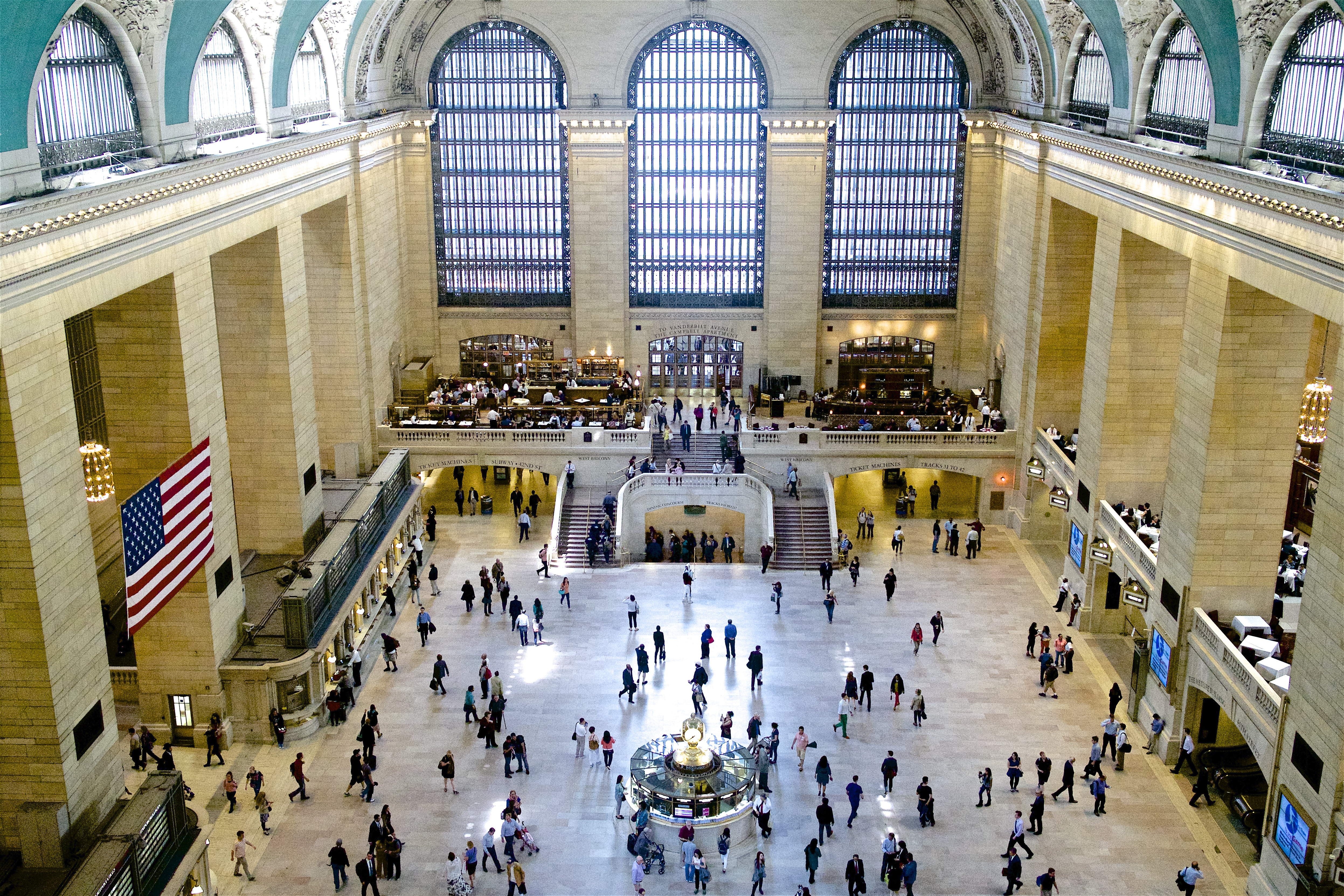
Der Grand Central Terminal in New York City ist – gemessen an der Anzahl der Gleise – der größte Personenbahnhof der Welt: Haupthalle (Mai 2014)
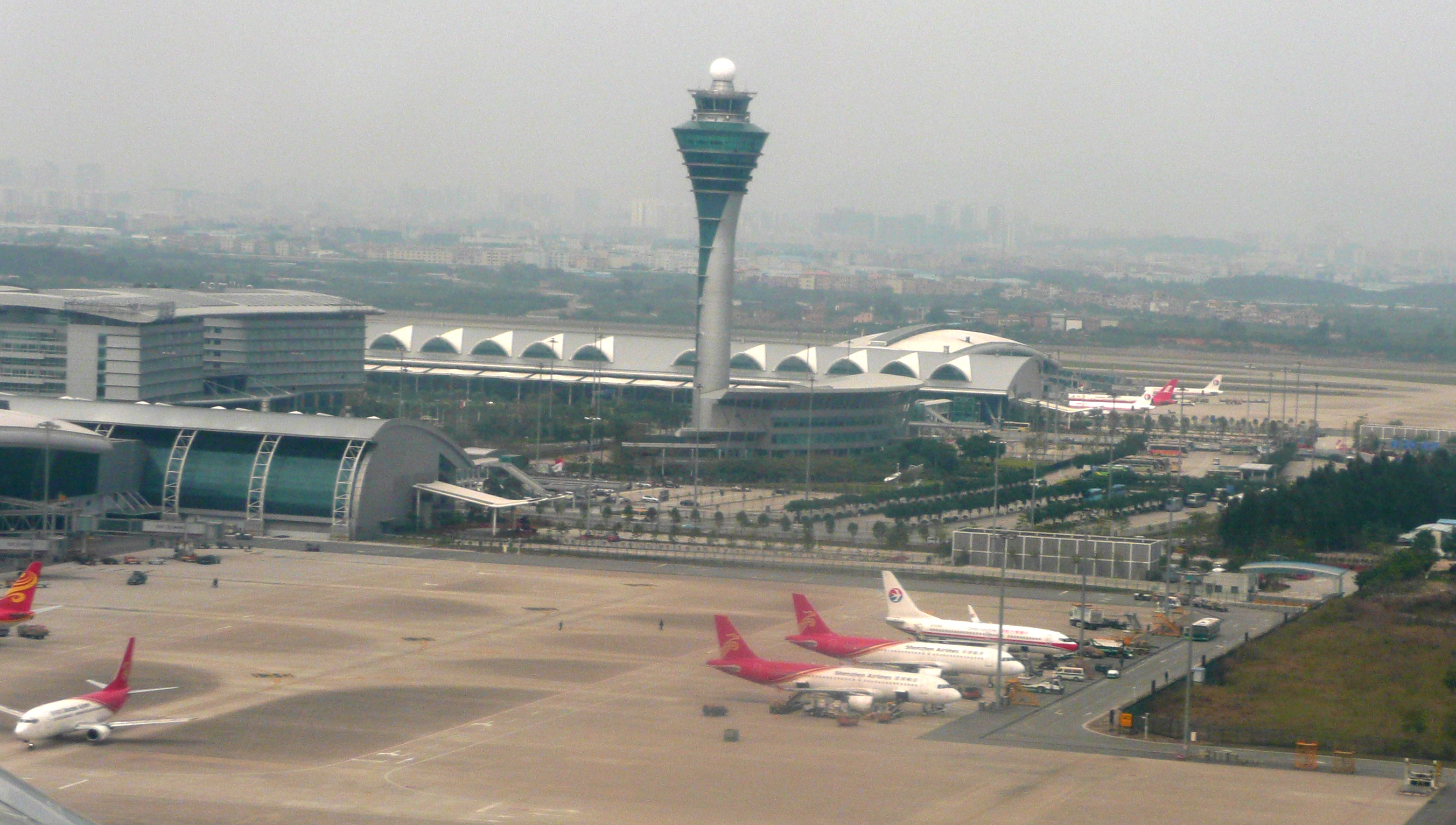
Der Flughafen Guangzhou-Baiyun ist – gemessen am Passagieraufkommen – der weltweit größte Flughafen (März 2011)
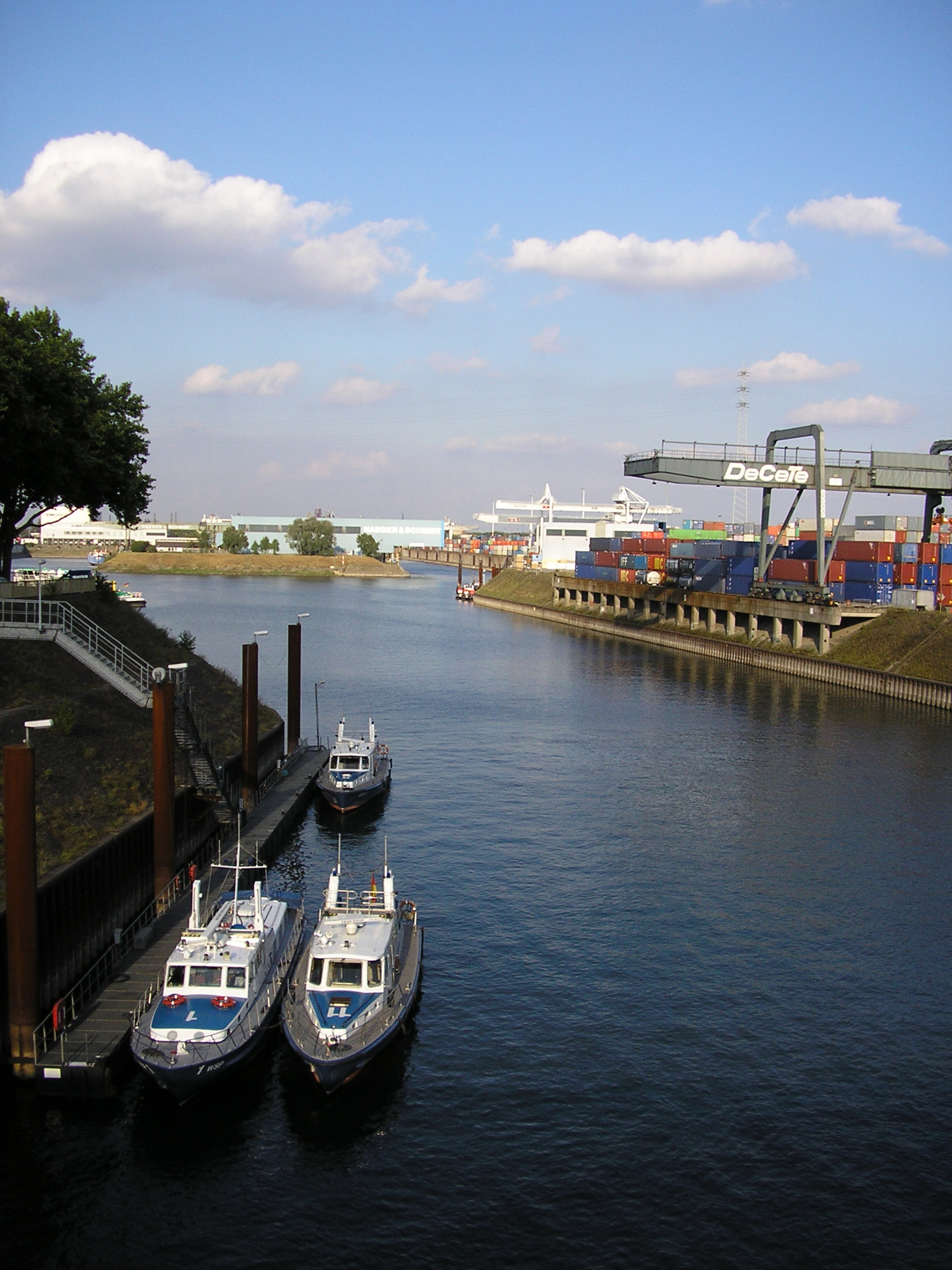
Die Duisburg-Ruhrorter Häfen sind der größte Binnenhafen Europas: Einfahrt in den Süd- und ehemaligen Nordhafen (September 2006)
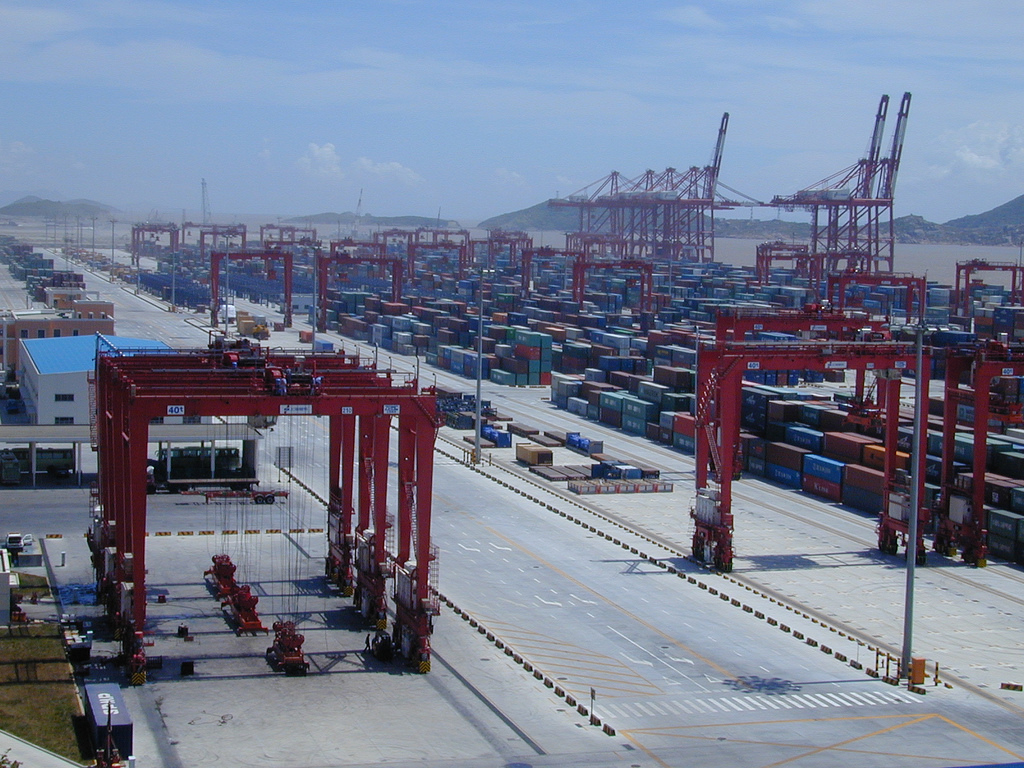
Der Hafen von Shanghai ist der größte Seehafen der Welt: Tiefwasserhafen Yangshan (Februar 2008)
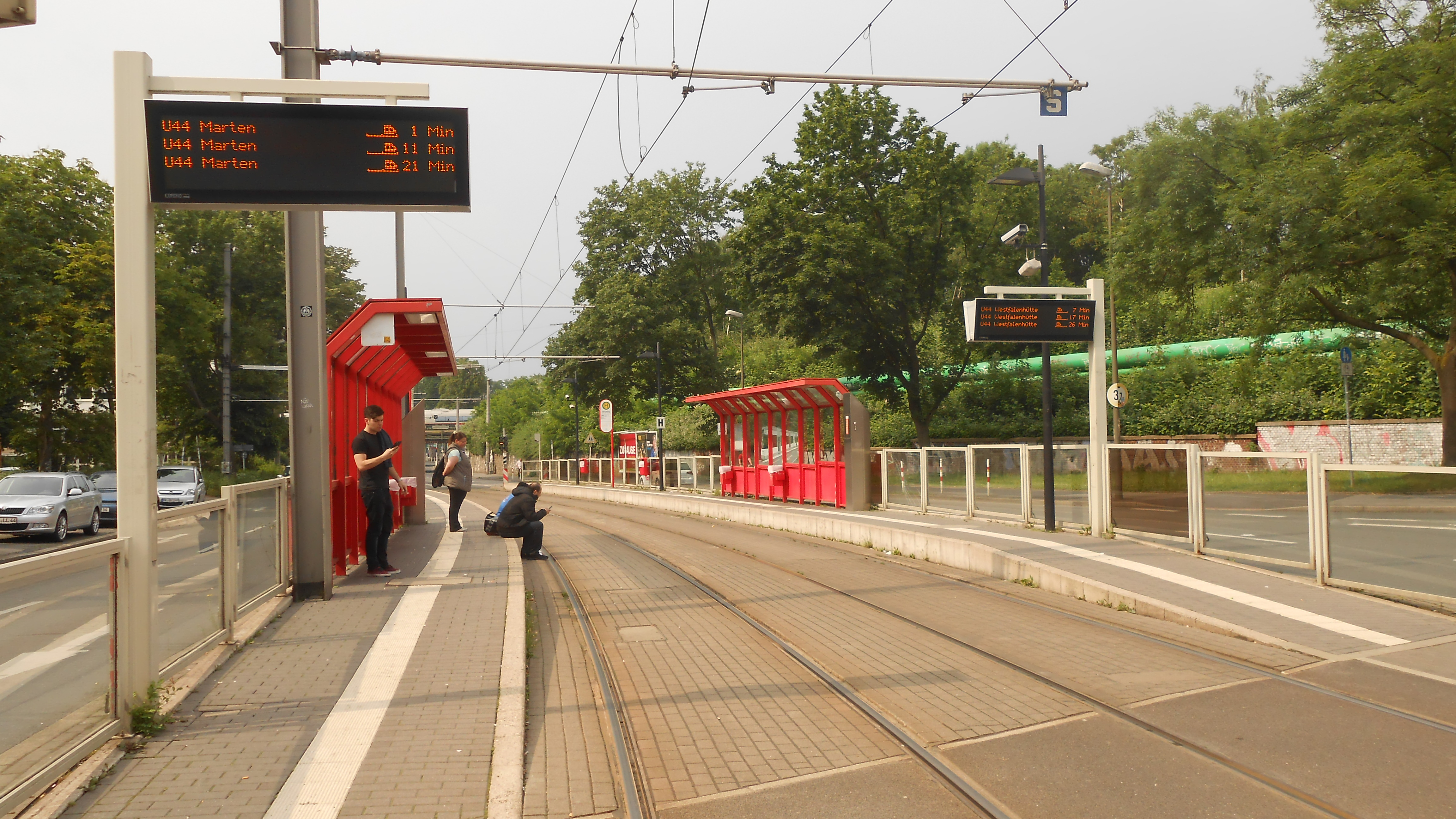
Oberirdische Haltestelle: Geschwister-Scholl-Straße der Stadtbahn Dortmund (Linie U44)
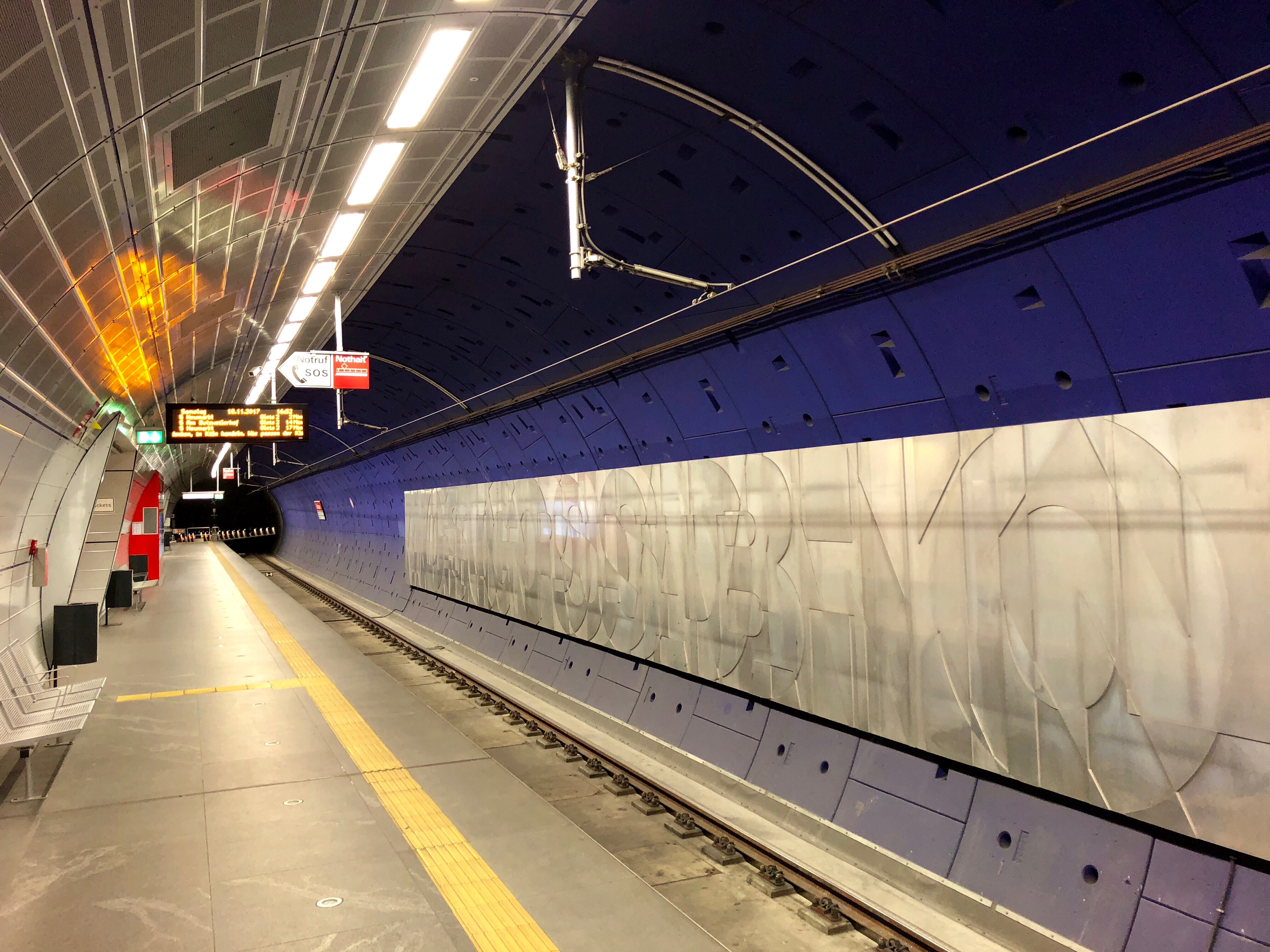
Haltestelle einer U-Bahn: Stadtbahn Köln, Haltestelle Rathaus
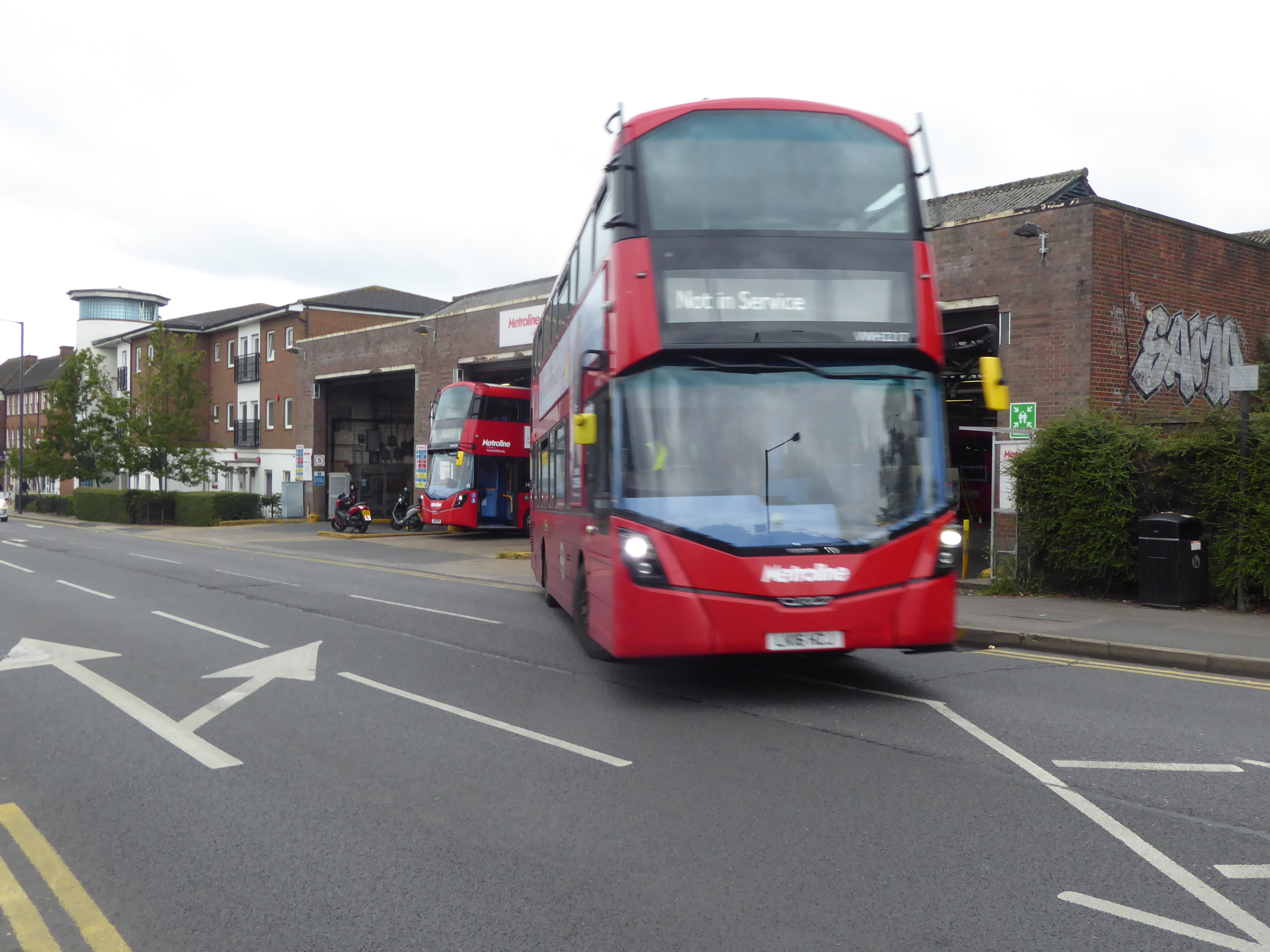
Busdepot Harrow Weald, London

Die weltweit führenden Umschlagplätze als wesentliche Verkehrsbauwerke sind zugleich auch wichtige Verkehrsknotenpunkte.

### Bahnhof
Am Bahnhof findet das Umladen der Güter (Güterbahnhof; Containerbahnhof, Hafenbahnhof, Postbahnhof) oder das Umsteigen der Fahrgäste (Personenbahnhof) in ein anderes Transportmittel statt. Güter werden von Lastkraftwagen, Frachtschiffen oder Frachtflugzeugen auf Güterzüge umgeladen, Fahrgäste steigen von Personenkraftwagen, Passagierflugzeugen, Passagierschiffen oder anderen Personenzügen um. Der Umschlagbahnhof ist ein Güterbahnhof, an dem Güter nicht abgesendet oder empfangen, sondern auf dem Transportweg zwischen der Eisenbahn und einem anderen Transportmittel umgeschlagen werden.
Ein Güterbahnhof kann als Teil der rollenden Landstraße durch Verladestationen der Bahn, aber auch als gewöhnlicher Warenumschlagplatz mit Umladen betrieben werden.

### Flughafen
Im Flughafen erfolgt das Umladen der Fracht von oder in Frachtflugzeuge oder das Umsteigen der Passagiere von oder in Passagierflugzeuge bei einer Zwischenlandung.

### Hafen
Im Hafen (Binnenhafen, Seehafen) erfolgt das Umladen von Gütern oder das Umsteigen von Passagieren von oder in andere Transportmittel wie beim Bahnhof.

### Haltestellen
Haltestellen sind die in einem Fahrplan für Straßenbahnen und Omnibusse vorgesehenen Umschlagplätze des Linienverkehrs.

### Depot
Ein Depot ist ein Lager, in dem Waren zwischengelagert oder Transportmittel (Straßenbahnen: Bahndepot; Omnibusse: Busdepot) abgestellt werden. So kann ein Zeitraum zwischen Anlieferung und Weitertransport liegen, der durch ein Depot überbrückt wird bzw. das Parken von Transportmitteln bis zu ihrem Einsatz. Die Zwischenlagerung verursacht Lagerkosten (beispielsweise Einlagerung (Handling), Raummiete, eventuell Bewachungskosten, Versicherungsprämien). Diese Kosten sind von einem der Beteiligten (oder von mehreren) zu tragen.

## Wirtschaftliche Aspekte
Umschlagplätze sind nach dem Güterumschlag benannt, einer betriebs- und volkswirtschaftlichen Kennzahl, die sich beispielsweise an Seehäfen aus dem Gewicht oder den Warenwert importierter und exportierter Güter zusammensetzt. Danach führte im Jahre 2020 unter den Seehäfen Deutschlands der Hamburger Hafen mit 109,2 Mio. t vor Bremerhaven (46,6 Mio. t) und Wilhelmshaven (22,8 Mio. t). Gemessen am Containerumschlag (in Twenty-foot Equivalent Unit, TEU) führte 2019 weltweit der Hafen von Shanghai (43,3 Mio., TEU) vor Singapur (37,2 Mio. TEU) und Ningbo-Zhoushan (27,5 Mio. TEU).
Durch die Globalisierung ist unter anderem das Supply-Chain-Management in den Vordergrund gerückt, das die Anforderungen an Transportunternehmen und Umschlagplätze erhöht hat. Ziel ist insbesondere die Optimierung der Transport- und Lieferketten.
Umschlagplätze sind stets an Verkehrswege angebunden. Bahnhöfe liegen an Verkehrsträgern des Landverkehrs (Straßen), Wasserverkehrs (Wasserstraßen, Häfen) oder des Luftverkehrs (Flughäfen) und umgekehrt.
Als Verkehrsbauwerk ist der Umschlagplatz ein Teil der Verkehrsinfrastruktur, und zwar der so genannten Punktinfrastruktur, die ortsgebunden ist. Komplement ist die Linieninfrastruktur wie Verkehrswege.